# Craugastor stuarti
Craugastor stuarti är en groddjursart som först beskrevs av Lynch 1967.  Craugastor stuarti ingår i släktet Craugastor och familjen Craugastoridae. IUCN kategoriserar arten globalt som starkt hotad. Inga underarter finns listade i Catalogue of Life.